# 承政院日記
《承政院日記》是朝鮮王朝承政院的日記，也是朝鮮王朝最大的機密記錄。承政院主管國家一切機密事宜，因此《承政院日記》中記載的大量內幕為各史書所不載，具有很高的史料價值。
現存的《承政院日記》，記載年份起於仁祖元年（公元1623年）三月，止於純宗四年（1910年）。仁祖之前的日記，因壬辰倭亂而喪失殆盡；高宗三十一年（1894年）六月之後，日記內容受到日本殖民者的控制，其史料價值被部份韓國學者否定。該日記中使用了干支和授時曆兩種紀年法，總計3243冊，字數達2億4250萬字，是迄今為止世界上規模最大的斷代史文獻。其內容涵蓋了政治、經濟、軍事、社會、文化等層面。《承政院日記》也詳細記載了這段時期裡每天的天氣訊息，為朝鮮氣象史的研究提供了豐富的史料。
1999年4月，《承政院日記》被列為大韓民國第303號國寶。2002年9月，被聯合國教科文組織列為世界紀錄遺產。

## 外部連結
- （繁體中文）承政院日記 （页面存档备份，存于）